# Hans Kalb
Hans Kalb (* 3. August 1899 in Nürnberg; † 5. April 1945 in Altdorf bei Nürnberg) war ein deutscher Fußballspieler, -trainer und Zahnarzt.

## Spielerlaufbahn
Er spielte als Mittelläufer zwischen 1917 und 1933 für die Erste Fußballmannschaft des 1. FC Nürnberg. Insgesamt bestritt er 681 Spiele. In 27 Endrundenspielen um die deutsche Meisterschaft erzielte Kalb neun Treffer. Zwischen 1920 und 1928 kam er zudem auf 15 Einsätze (zwei Tore) für die deutsche Fußballnationalmannschaft.
Der 1,85 m große Hans Kalb galt als „bester deutscher Fußballer seiner Zeit“ (Sepp Herberger). Er organisierte nicht nur die Abwehr der Meistermannschaften des 1. FC Nürnberg, sondern initiierte dank seiner Übersicht und seines taktischen Verständnisses das in den 1920er Jahren hoch gelobte Flachpassspiel des Club. Dies hatte ihm sein Entdecker, der Nürnberger Starspieler und Trainer Alfréd Schaffer, der ihn 1917 aus der Jugend des 1. FCN holte, in vielen Übungsstunden beigebracht. Zusätzlich verfügte er über eine sehr gute Schusskraft, die ihn auch aus der Distanz torgefährlich machte. Seine herausragende Bedeutung für den 1. FC Nürnberg verdeutlichte der bekannte Spruch „Club ohne Kalb – halb“.
Der langjährige Kapitän des Club und der deutschen Nationalmannschaft war jedoch nicht unumstritten. Sein Hang zu gutem Essen und Alkohol führte dazu, dass er im Laufe der Zeit immer mehr Übergewicht hatte. Ebenso kritisiert wurde seine Neigung, auf dem Fußballfeld laut brüllend zu kommandieren oder den Gegner durch seine Sprüche zu provozieren. Seine Unbeherrschtheit brachte ihm manche Sperre ein. So wurde ihm 1926 nach dem Derby gegen die SpVgg Fürth ein zweimonatiges Spielverbot wegen Tätlichkeit auferlegt. 1928 brachte ihm seine Unbeherrschtheit schließlich das Ende seiner Nationalmannschaftskarriere ein. Beim olympischen Fußballturnier wurde er im Spiel gegen den späteren Turniersieger Uruguay vom Platz gestellt. Er hatte mehrmals den Schiedsrichter kritisiert, der – auch aus Sicht vieler Beobachter – zugunsten Uruguays seine Entscheidungen traf. Deutschland schied mit einer 1:4-Niederlage aus. Hans Kalb wurde für die Niederlage verantwortlich gemacht und vom Deutschen Fußball-Bund für immer aus der Nationalmannschaft ausgeschlossen. Dies allerdings auch, weil er kommentarlos vorzeitig abgereist war.
Das zunehmende Übergewicht betrug 1930 bereits 25 Kilogramm. Hans Kalb konnte immer seltener brillieren. Seine Leistung bei einer 3:6-Niederlage des 1. FCN gegen Hertha BSC kommentierte der Herausgeber des Kicker Walther Bensemann: „Mit Kalb ist ein System gefallen, ja ich möchte sagen, die letzte Hoffnung auf Jahre hinaus. Ich fürchte, dass den sieben fetten Jahren sieben magere folgen werden.“
Damit hatte er nicht ganz unrecht. Erst 1936 wurde der 1. FC Nürnberg wieder Deutscher Meister. Allerdings war Hans Kalb als Trainer des 1. FC Nürnberg auch an diesem Erfolg beteiligt. 1933 hatte er seine Karriere als Spieler beendet, nachdem er 1932 sein Zahnmedizinstudium mit der Promotion – Thema der 15-seitigen Dissertation war Talgdrüsen-Naevus – erfolgreich abgeschlossen und eine eigene Praxis eröffnet hatte. Er wurde Mitglied im Nationalsozialistischen Deutschen Ärztebund.
Hans Kalb starb am 5. April 1945 an den Folgen einer Blutvergiftung.

## Erfolge
5× Deutscher Meister (1920, 1921, 1924, 1925, 1927)

## Ehrungen
In Erinnerung an ihn hat die Stadt Nürnberg eine Straße im Stadtteil Dutzendteich am 23. Januar 1975 nach ihm benannt. Die Hans-Kalb-Straße führt dabei zum Max-Morlock-Stadion.
Außerdem wurde 2006 der Block 9 im Nürnberger Max-Morlock-Stadion im Zuge der Blockumbenennung nach ihm benannt.
Die Nordkurve Nürnberg präsentierte am 19. April 2009 eine Choreographie zu Ehren von Hans Kalb. Neben einer über Ober- und Unterrang hängenden Leinwand, welche diesen im Dress eines Fußballspielers zeigt, wurden tausende weiße Zettel hochgehalten. Außerdem wurde ein Banner mit dem Text „Eine Hommage an Dr. Hans Kalb – Einer der besten Fussballer seiner Zeit“ präsentiert.